# Мурженко, Алексей Григорьевич
Алексей Григорьевич Мурженко (23 ноября 1942, Лозовая, Харьковская область — 31 декабря 1999, Нью-Йорк, США), правозащитник и узник совести, 22 года провёдший в заключении; участник самолётного дела 1970 года.

## Биография
С 1952 года учился в киевском Суворовском училище; в 1960—1961 годах учился в вечерней школе рабочей молодёжи в Лозовой, одновременно работал на строительстве шоссейной дороги Харьков — Донецк. С 1961 года работал инспектором райфинотдела Ленинградского района (Москва) и учился в Московском финансовом институте.
Принял участие в создании и деятельности подпольной марксистской группы Союз свободы и разума, призывавшей в распространяемых по Москве листовках к демократизации советского общества. 3 марта 1962 года был арестован. 20 июля 1962 года Московским городским судом по ст.70 ч.1 и ст.72 УК РСФСР приговорён к шести годам лишения свободы в колонии строгого режима. Его сообщники В. А. Балашов, Ю. П. Фёдоров и С. Н. Кузьмин, получили соответственно 7, 5 и 4 года лишения свободы. В заключении находился во Владимирской тюрьме и Дубравлаге, где познакомился с правозащитниками Эдуардом Кузнецовым и А. Д. Синявским.
В 1970 году в составе большой группы заговорщиков во главе с Эдуардом Кузнецовым и Марком Дымшицем предпринял попытку бегства из СССР. В ходе попытки захватить самолёт на ленинградском аэродроме «Смольное» вся группа была арестована, Кузнецова и Дымшица приговорили к расстрелу (под давлением мировой общественности этот приговор был заменён на 15 лет лишения свободы каждому), а Мурженко — к 14 годам лишения свободы в колонии особого режима.
Один из организаторов Дня политзаключённого в Дубравлаге в апреле 1974 года. С 1980 года находился в отделениях особого режима лагеря «Пермь-36» и центральной больницы лагеря «Пермь-35». Содержался в одной камере с украинским диссидентом Юрием Литвиным.
В ине 1984 года был освобождён, поставлен под административный надзор в Киеве. 4 июня 1985 года вновь был арестован и осуждён на два года лишения свободы, на этот раз — «за нарушения режима надзора» (в СССР бывший политический заключённый после отбытия срока не имел права без специального разрешения выезжать из города, выходить из дому после 19 часов и обязан был ежедневно регистрироваться в милиции). Отбывал срок в тюрьме особого режима в г. Изяслав Хмельницкой области (учреждение МХ-324/58).
По отзывам других заключённых, в тюрьмах и лагерях А. Мурженко держался с неизменным мужеством и редким достоинством.
В 1984 году в Лондоне вышла книга Алексея Мурженко «Образ счастливого человека, или Письма из лагеря особого режима» в литературной переработке Михаила Хейфеца.
В 1987 году был освобождён; получил разрешение на эмиграцию в Израиль, откуда в феврале 1988 года переехал в Нью-Йорк. Входил в руководство Американской секции общества советских политзаключённых.
Умер от рака желудка 31 декабря 1999 года, в Нью-Йорке, в возрасте 57 лет.

### Семья
Жена (с 1968) — Любовь Павловна; на 2013 г. была вице-президентом Русскоязычного общественного совета Манхэттена и Бронкса;
- дочь Анна (р. 1969)[8].
- дочь Виктория (1979).
- сын Павел (1985).